# Mimoúrovňová křižovatka Dubeč
Mimoúrovňová křižovatka Dubeč je mimoúrovňová křižovatka ve výstavbě na východním okraji Prahy na rozhraní Běchovic a Dubče. Kříží se zde Pražský okruh se silnicí I/12, která zde začíná, a Štěrboholskou radiálou. Pro tranzitní dopravu nahradí MÚK Českobrodská.

## Historie
Původně se silnice I/12 s okruhem kříží 800 metrů severněji na MÚK Českobrodská (exit 63). Budovaná křižovatka se nachází uprostřed nezastavěného území na rozhraní katastrů pražských částí Běchovic a Dubče západně od Lítožnického rybníka na Říčanském potoce v nadmořské výšce 253 m n. m. V těsné blízkosti severně od MÚK Českobrodská vede železniční trať Praha – Kolín – Česká Třebová.
Úsek Pražského okruhu mezi Satalicemi a Běchovicemi (510) byl zprovozněn nejprve 12. října 1984, plně pak 5. listopadu 1993 a do zhotovení navazujícího úseku okruhu (511) plynule přechází do Štěrboholské radiály otevřené 27. srpna 1999.
Původní termín zahájení stavby obou úseků novostavby Pražského okruhu odsud po D1 (511) i přeložky silnice I/12 do Úval byl z původního plánu v březnu 2019 odložen. Stavba obou úseků byla zahájena 16. prosince 2024 a podle plánu má být dokončena roku 2027.

## Popis
Od severu přichází Pražský okruh (D0) od MÚK Satalice (D10), Chlumecká (II/611) a Horní Počernice (D11) v oblasti Černého Mostu, k jihovýchodu povede k MÚK Modletice (D1). Východním směrem povede přeložka silnice I/12 na Kolín v kategorii S 24,5/110. Západním směrem do středu města vede Štěrboholská radiála k MÚK Černokostelecká a Rybníčky, kde se napojuje na Městský okruh.
Jedná se o smíšený typ turbínové a čtyřlístkové mimoúrovňové křižovatky.